# Японско стандартно време
Япо̀нско станда̀ртно врѐме (на английски: Japan Standard Time (JST), на японски: 日本標準時 Nihon Hyōjunji или 中央標準時 Chūō Hyōjunji) е стандартната часова зона в Япония. Тя е с 9 часа напред от координираното универсално време (UTC+09:00). Понастоящем няма лятно часово време, макар че въвеждането му е било обсъждано няколко пъти. По време на Втората световна война често се е наричало Стандартно токийско време (Tokyo Standard Time).
Японското стандартно време е същото като корейското, индонезийското и якутското.

## История
Преди периода Мейджи (1868 – 1912 г.) всеки местен район има своя собствена часова зона, според която е обед, когато Слънцето е в зенита си. С навлизането на модерните средства за транспорт, като например влаковете, тази практика се превръща в източник на объркване. Пример за това е разликата от пет градуса дължина между Токио и Осака – вследствие на това ако влак тръгне от Токио, той ще пристигне 20 минути напред от времето в Токио. През 1886 г. Наредба 51 разрешава този проблем:
Наредба 51 (за точното изчисляване на времето с помощта на гринуичкия меридиан) – 13 юли 1886 г.
- Нулевият меридиан преминава през Гринуичката обсерватория в Англия.
- Географските дължини се мерят според нулевия меридиан, броейки 180 градуса на запад или на изток. Положителните градуси са на изток, а отрицателните – на запад.
- На 1 януари 1888 г. 135 градуса източна дължина ще бъде зададена като стандартен меридиан за цяла Япония, което ще позволи да се изчисли точното време.

Според наредбата стандартното време (яп. 標準時 Hyōjunji) е с девет часа напред от средното гринуичко време (GMT; по това време UTC все още не е установено). В наредбата първата параграф споменава GMT, вторият определя източната и западната дължина, а третият определя стандартната зона да влезе в сила от 1988 г. Градът Акаши в префектурата Хього е разположен на точно 135 градуса източна дължина и вследствие на това става прочут като „града на времето“ (時の町 Toki no machi).

## Часови зони по време на Японската империя
Между януари 1896 и септември 1937 г. в Япония има две часови зони:
| Зона      | Име                        | Име на японски | Романизация    | Регион                                            |
| --------- | -------------------------- | -------------- | -------------- | ------------------------------------------------- |
| UTC+08:00 | Западно стандартно време   | 西部標準時     | Seibu Hyōjunji | Западна Окинава и о. Тайван                       |
| UTC+09:00 | Централно стандартно време | 中央標準時     | Chūō Hyōjunji  | о. Япония и Корея (вж. Корейско стандартно време) |

От октомври 1937 г. до днес централното стандартно време се използва и в западна Окинава и Тайван.

## Лятно часово време в Япония
От 1948 до 1951 г. Япония спазва лятното часово време ежегодно от май до септември по инициатива на американската окупационна армия. Непопулярността му обаче довежда до случаи на оплаквания за сънни смущения и по-дълъг работен ден (някои работници е трябвало да се трудят от рано сутринта до пладне), което води до отпадането на ЛЧВ през 1952 г. Оттогава държавата не спазва ЛЧВ.
В края на последното десетилетие на 19 в. се появява движение за възстановяването на ЛЧВ, което набира известна популярност и се стреми към пестенето на енергия и към увеличаване на времето за развлечение. Регионът Хокайдо одобрява това движение, тъй като през лятото се съмва към 3:30 ч. (стандартно време) поради разположението на региона на север и близостта му с източната граница на времевия пояс. През първите години на новото хилядолетие някои местни правителства и търговски отдели въвеждат незадължителен работен график, който позволява намаляването на работния ден с един час по време на летния сезон, без да се налага преместване на часа.
|  | Тази страница частично или изцяло представлява превод на страницата Japan Standard Time в Уикипедия на английски. Оригиналният текст, както и този превод, са защитени от Лиценза „Криейтив Комънс – Признание – Споделяне на споделеното“, а за съдържание, създадено преди юни 2009 година – от Лиценза за свободна документация на ГНУ. Прегледайте историята на редакциите на оригиналната страница, както и на преводната страница, за да видите списъка на съавторите. ВАЖНО: Този шаблон се отнася единствено до авторските права върху съдържанието на статията. Добавянето му не отменя изискването да се посочват конкретни източници на твърденията, които да бъдат благонадеждни. |